# Dolmen de Déhus
Le dolmen de Déhus est un dolmen situé dans la paroisse du Clos du Valle sur l'île anglo-normande de Guernesey.

## Historique
Le nom de Déhus vient probablement du vieux norrois Dys (ou Dysse) qui signifie dolmen. Le monument est mentionné en 1753 sous le nom d'« autel du Déhus ». En 1775, il est acheté par John de Havilland, pour le protéger de toute nouvelle destruction. Joshua Gosselin le mentionne en 1813 dans sa description du "Temple Druide" et l’appelle "La Pierre du Déhus".
Le dolmen est fouillé entre 1837 et 1848, par l'archéologue F.C. Lukis. De nouvelles fouilles sont réalisées en 1893, 1915 et 1928. L'aspect actuel de l'édifice date de la restauration de 1932.

## Description
C'est un dolmen à couloir délimité par une trentaine d'orthostates. Il est enterré sous un tumulus circulaire ceinturé d'un mur de parement constitué d'une alternance de larges blocs de pierre dressés et de pierres posées à plat. L'entrée ouvre au nord-est, en direction de la côte. Elle est rehaussée par un trilithe. Trois pierres ont été trouvés in situ, le linteau a été ajouté et replacé par l'archéologue G.E. Lee en 1898. Le couloir, orienté est/ouest, mesure 3 m de long sur 1 m de large. Il est couvert de quatre dalles de couverture. Il dessert plusieurs chambres latérales, désormais non visibles, et débouche sur une chambre terminale.
Le nombre et la disposition de ces chambres secondaires fait débat. Lukis ne mentionne que quatre chambres (numérotées de A à D). La cinquième chambre pourrait être le résultat d'une restauration incorrecte.

### Chambre terminale

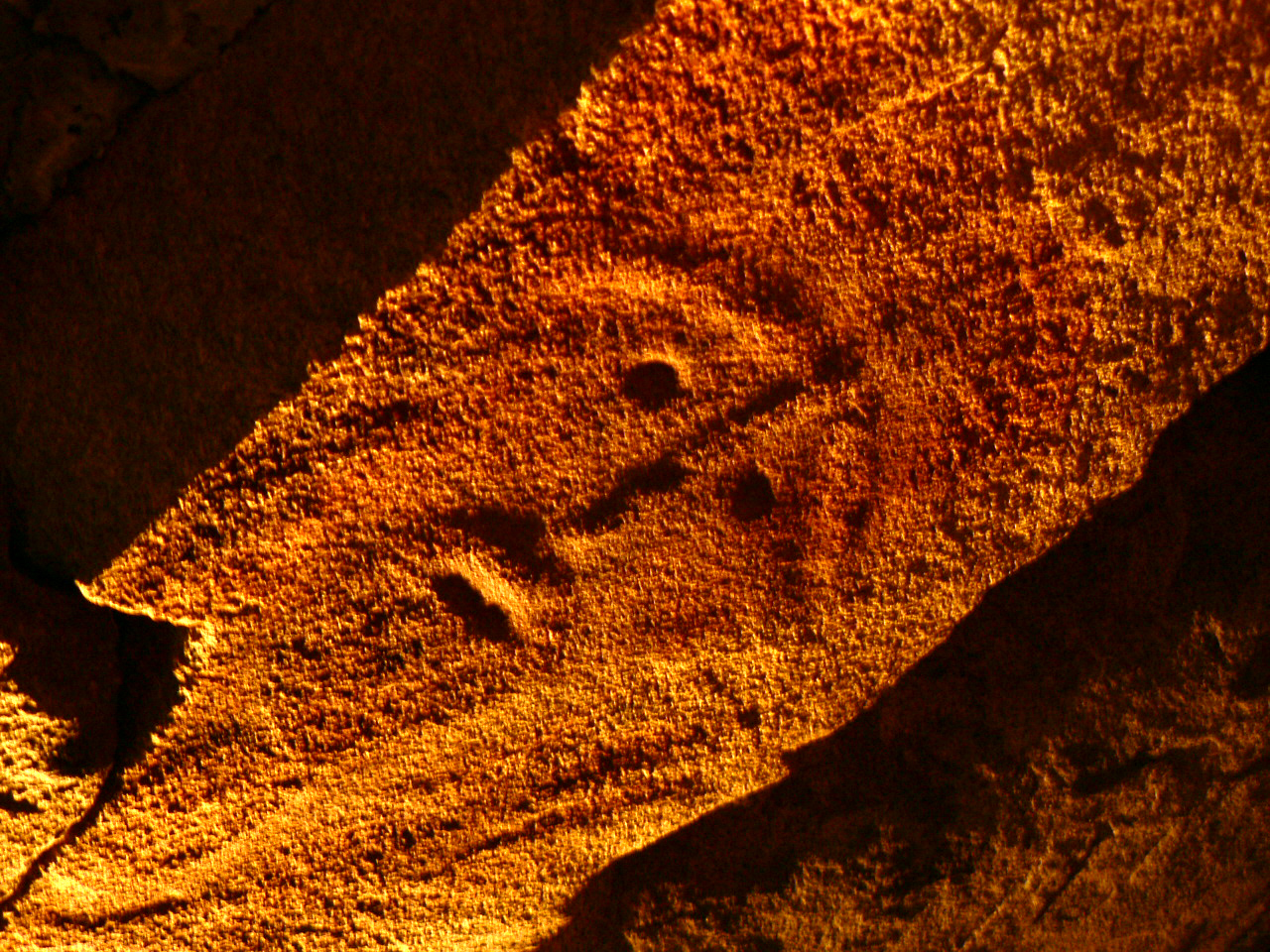
Figure anthropomorphe

La chambre terminale, « en forme de bouteille » typique de quelques monuments mégalithiques de Normandie) et des îles anglo-normandes, est relativement spacieuse. Elle mesure environ 6 m de long sur 3,50 m de large. Un pilier central soutient le plafond constitué de plusieurs dalles dont une est gravée d'une figure anthropomorphe dénommée « le gardien du tombeau ». La hauteur sous plafond étant insuffisante pour tenir debout, il faut s'allonger sur le dos pour la contempler. Elle est composée d'un visage humain et de mains disposées sur le bord étroit de la pierre, les doigts semblant sortir de sous la pierre.
Le sol contenait de nombreuses coquilles de patelles ainsi que les restes incinérés d'ossements. C'est dans la plus ancienne couche du sol, constituée d'argile jaunâtre, que des squelettes humains, divers os, des pierres taillées, des outils en os et des fragments de poterie furent découverts.

### Chambre latérale A
Elle mesure 1,60 m par 1,65 m avec une hauteur sous plafond de 1,45 m. Lukis y a découvert des ossements humains, des tessons de céramique (dont un fragment de la base d'un gobelet en terre cuite décoré) et une hache polie en serpentine.

### Chambre latérale B
C'est une petite chambre de 1,07 m au plus large dont l’étroitesse ne permet pas de se faufiler à l'intérieur. La hauteur initiale sous plafond était de 1,27 m. La plus grande partie du mur nord était complétée par de la maçonnerie sèche. Sous le sol, à 0,15 m de profondeur, Lukis découvrit deux crânes appartenant à deux squelettes complets orientés vers l'est et l'ouest avec les genoux accolés dans des directions différentes. Aucun matériel archéologique ne fut découvert.

### Chambre latérale C
C'est la plus grande des chambres latérales, découverte par Lukis en 1847. De forme ovale, son diamètre est compris entre 1,47 m et 1,68 m et sa hauteur sous plafond est de 1,42 m. La fouille a permis d'y découvrir une couche de cailloux mêlés avec de nombreuses coquilles de patelles et trois groupes d'ossements humains disposés sur des dalles plates. Le groupe situé au sud correspondait aux ossements d'un enfant.

### Chambre latérale D
Elle a été fouillée par Lukis en 1847. Selon Lukis, elle aurait connu plusieurs périodes d'utilisation. Le sol était constitué de deux niveaux de dépôts distincts : un premier niveau composé d'ossements humains reposant sur un lit de dalles et un second niveau, environ 0,30 m en dessous, composé d'un second lit de dalles recouvert d'ossements. Dans le coin sud-est et à l'ouest de la chambre, Lukis découvrit des squelettes en position accroupie. Côté nord, une poterie en forme de bol reposait sur trois pierres triangulaires. Ce bol est l'unique céramique découverte dans la chambre.